# Proteuxoa flexirena
Espèce
Synonymes
- Apamea flexirena Walker, 1865[1]
- Orthosia quadriplana T.P. Lucas, 1895[1]
- Proteuxoa flexirena[2]
- Thoracolopha flexirena (Walker, 1865) (préféré par NCBI)[2]

Proteuxoa flexirena est une espèce de lépidoptères nocturnes de la famille des Noctuidae.

## Répartition
On la trouve en Australie, y compris en Tasmanie.

## Galerie

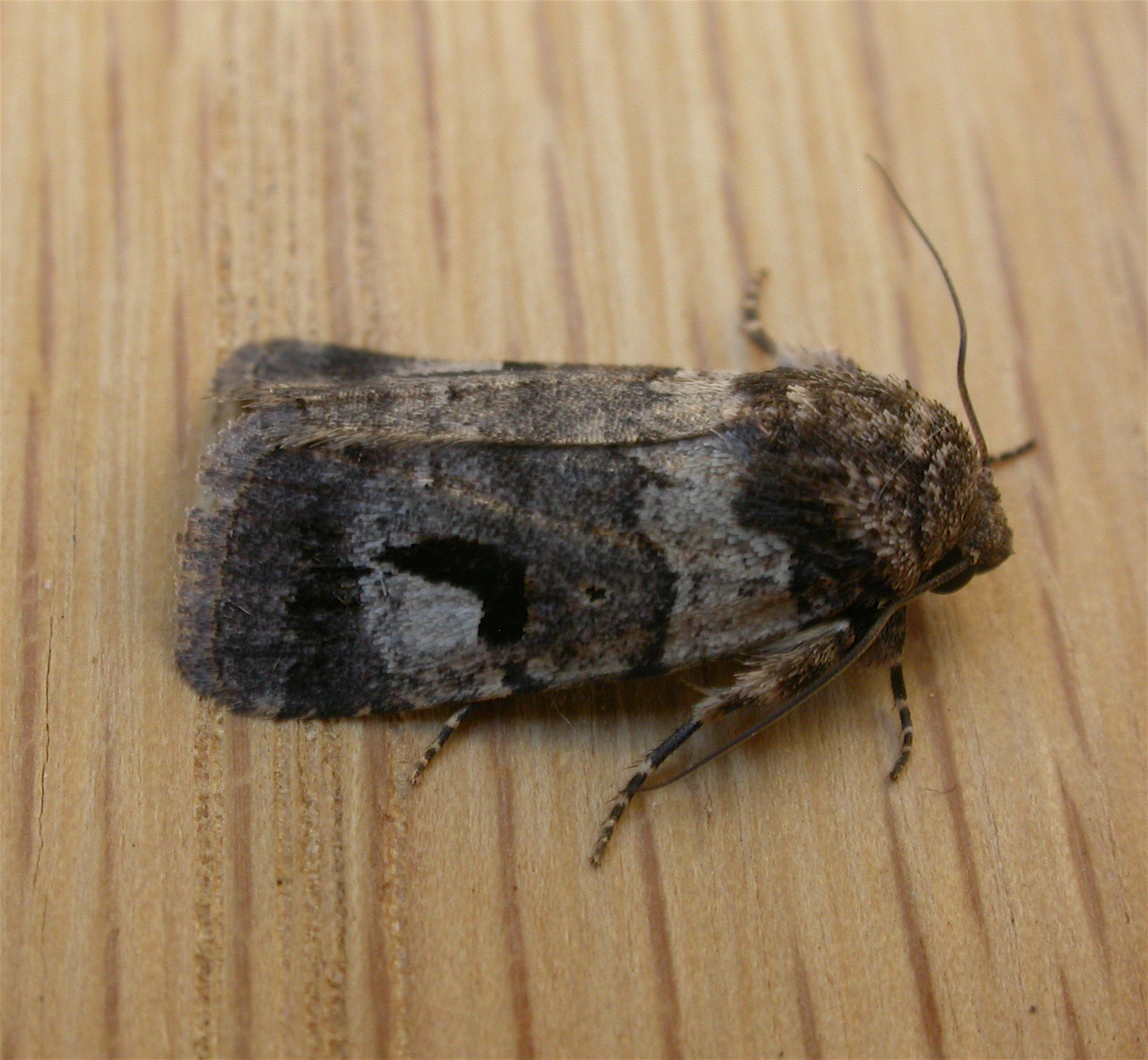

## Description
L'imago a une envergure d'environ 40 mm.